# (9242) Olea
(9242) Olea (1998 CS3) – planetoida z pasa głównego asteroid okrążająca Słońce w ciągu 3,47 lat w średniej odległości 2,29 j.a. Odkryta 6 lutego 1998 roku.